# Toyota Harrier
Toyota Harrier (яп. トヨタ・ハリアー, Toyota Hariā) — середньорозмірний кросовер що випускається компанією Toyota з грудня 1997 року в Японії.
Перше покоління Harrier було ексклюзивом для японських дилерських центрів Toyopet Store. 
На експортних ринках, з березня 1998 року, перше та згодом друге покоління продавалися як Lexus RX. У той час бренд Lexus ще не був представлений на японському ринку.
Третє покоління (XU60) дебютувало в 2013 році, воно перетворилося на незалежну модельну лінію, побудовану на окремій платформі від RX, але зберегло візуальне поєднання з Lexus.
Починаючи з четвертого покоління (XU80), Harrier також продається як Venza другого покоління в Північній Америці та Китаї.
Harrier названий на честь східного болотного луня (лат. Circus spilonotus), хижого птаха, поширеного на Хоккайдо та півночі Хонсю, який японською мовою називається чухі (chūhi), а емблему із зображенням стилізованого профілю птаха можна знайти на решітці радіатора на перших поколіннях та на моделі XU60.

## моделі споріднені з Lexus RX
Друге покоління (XU30) з'явилося в Японії в лютому 2003 року спільно з Lexus для експорту. Однак наприкінці 2008 року, коли було представлено третє покоління Lexus RX, Harrier залишився у другому поколінні без змін. На той час Lexus вже був представлений в Японії і третє покоління RX продавалося також як і на експортних ринках.

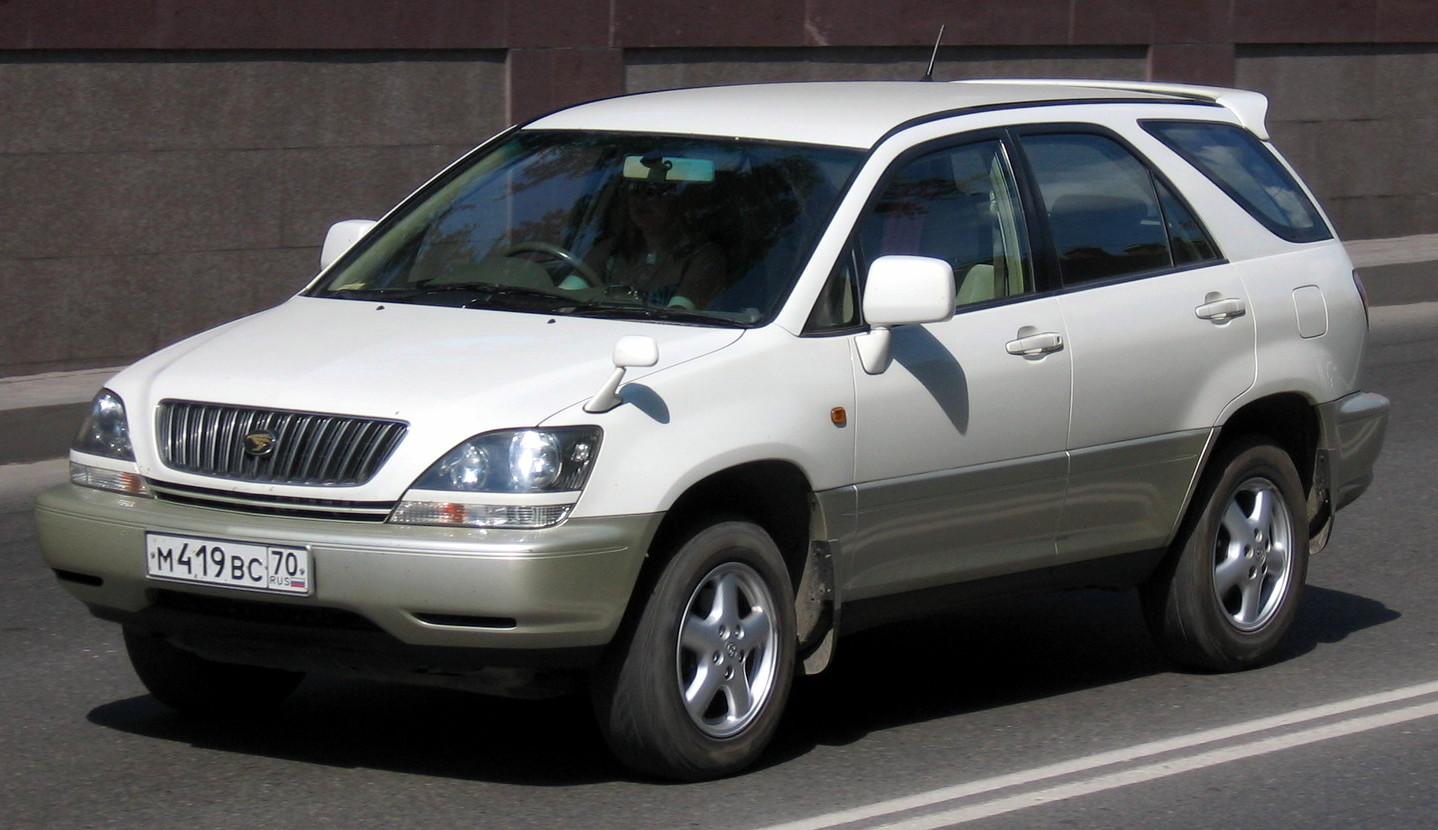
Перше покоління (XU10; 1997—2003)
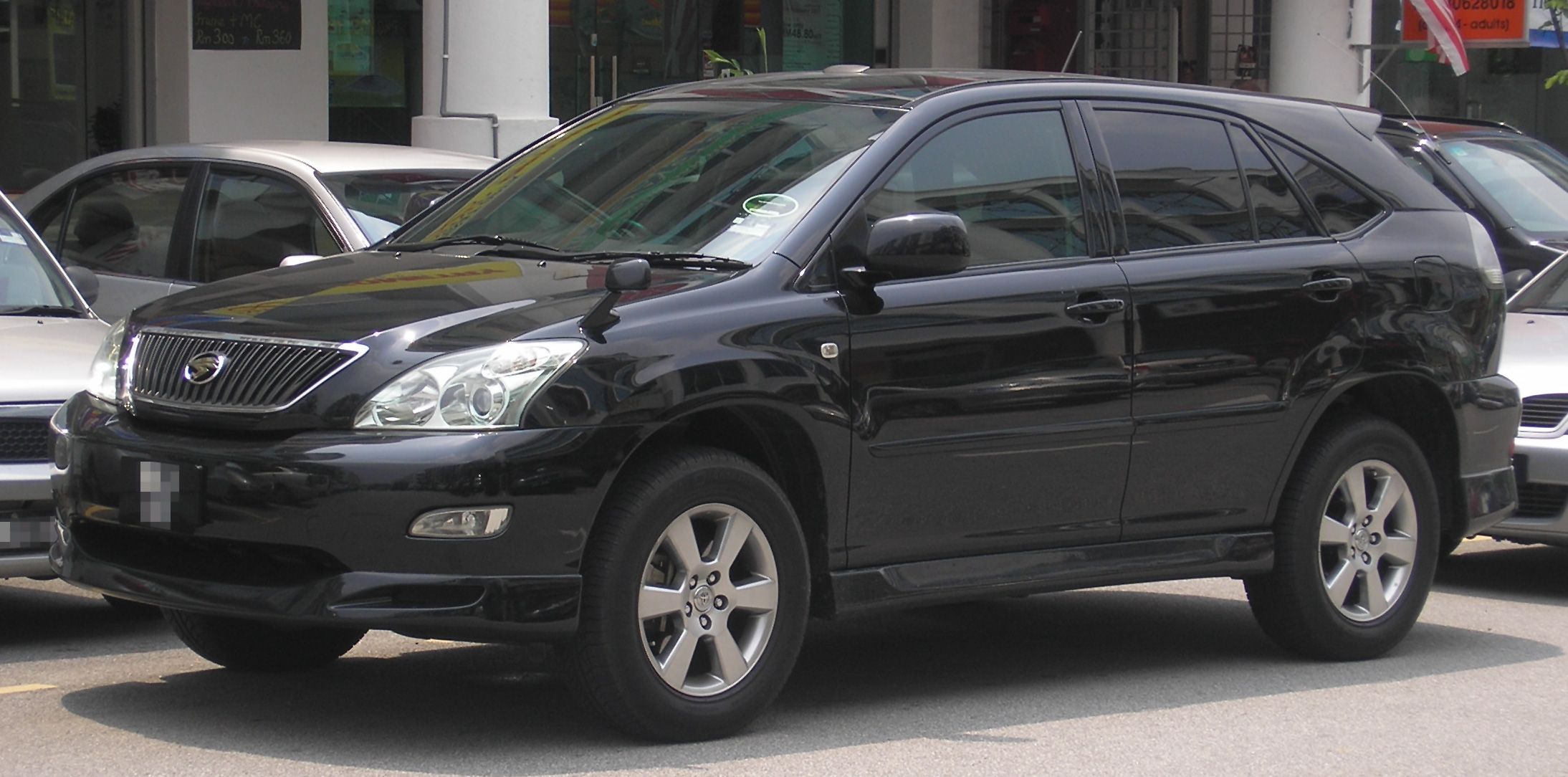
Друге покоління (XU30; 2003—2013)

## Третє покоління (XU60; 2013—2020)

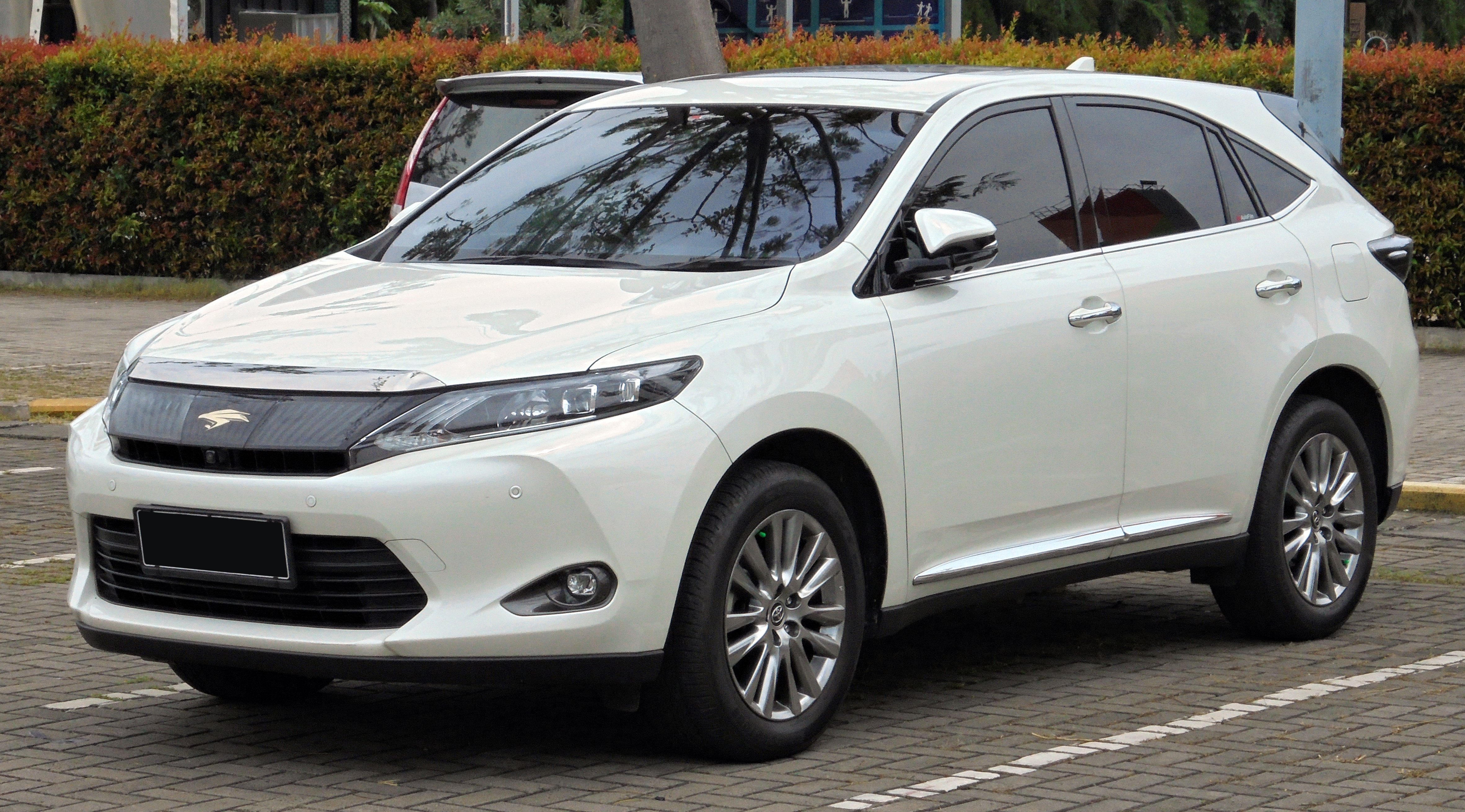
Toyota Harrier 3

У 2013 році було представлено третє покоління Harrier (XU60). Бензинова версія була представлена 2 грудня 2013 року. Прем'єра гібридної версії відбулася 15 січня 2014 року. Крім серії XU30 нова модель також змінила собою Toyota Vanguard. На відміну від другого і третього поколінь Harrier, яке побудовано на K-платформі від RX, XU60 побудований на платформі New MC разом з четвертим поколінням Toyota RAV4 (XA40) та Lexus NX (AZ10).
Автомобіль пропонується в комплектаціях Premium, Elegance і Grand в бензинових і гібридних версіях з переднім і повним приводом.
Harrier серії XU60 став першим Harrier, який офіційно продавався за межами Японії. Його пропонували в Сінгапурі та Малайзії. У Малайзії він був представлений у листопаді 2017 року з двома запропонованими комплектаціями: Premium та Luxury. Обидві комплектації оснащені 2,0-літровим двигуном 8AR-FTS.

### Двигуни
- 2.0 L 3ZR-FAE I4
- 2.0 L 8AR-FTS I4-T
- 2.5 L 2AR-FXE I4 (hybrid)

### Галерея

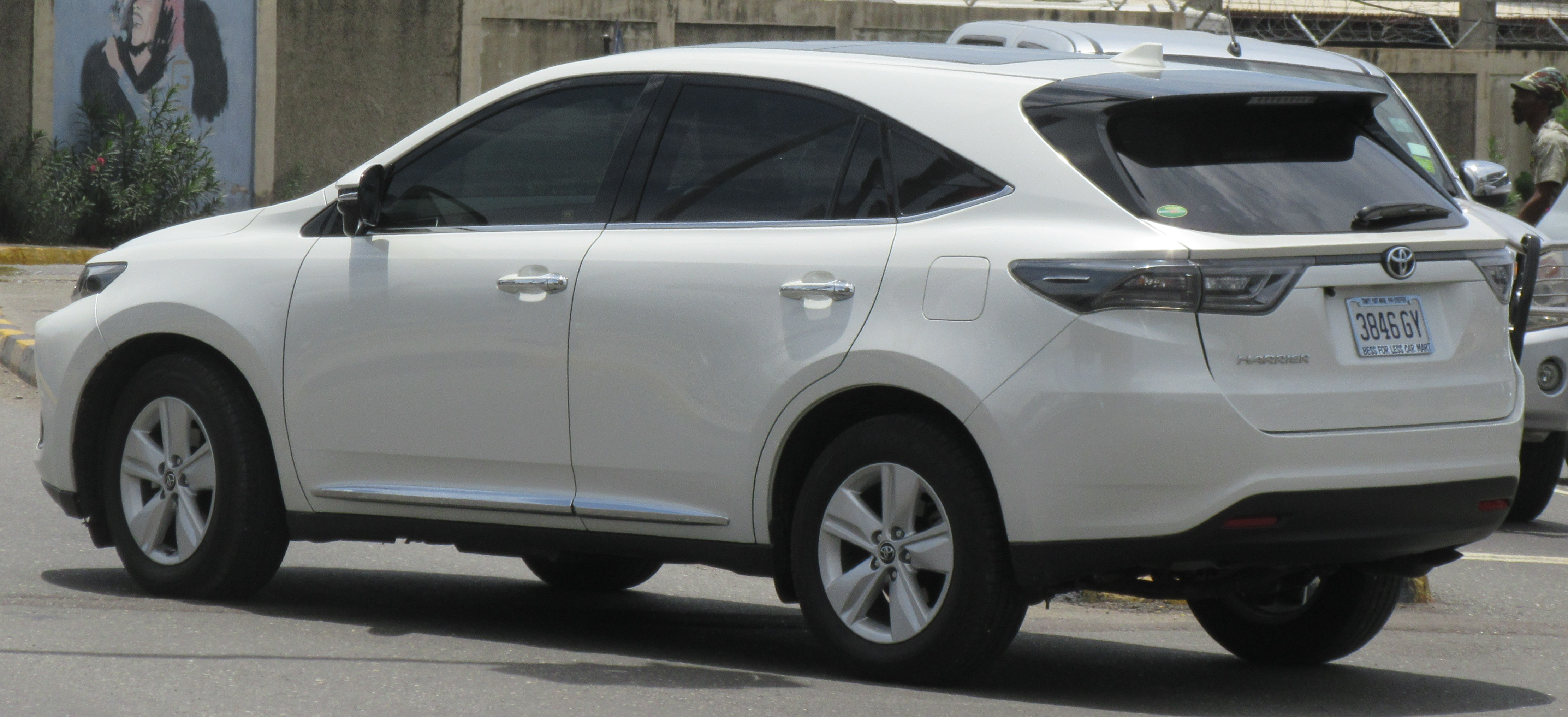
Harrier
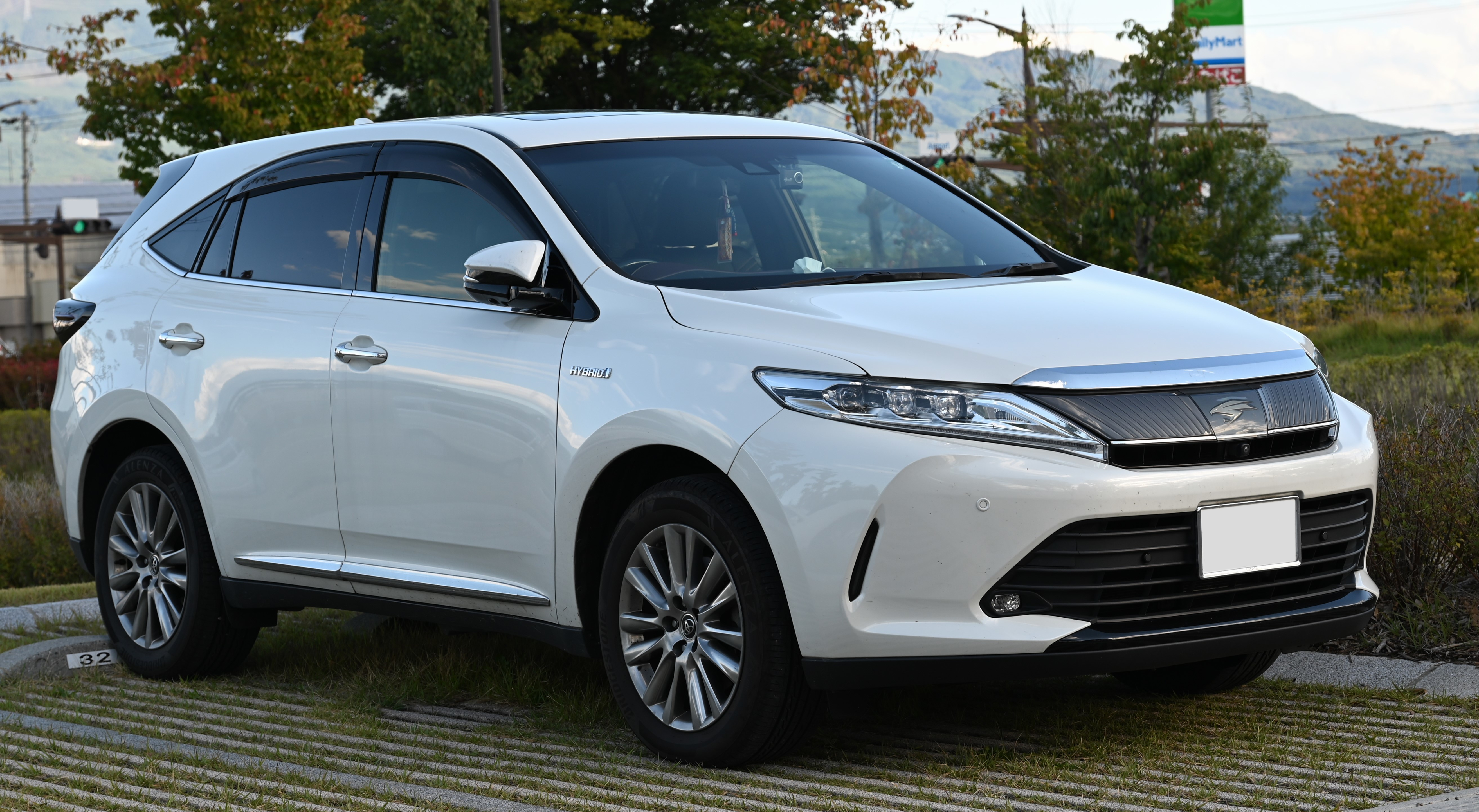
2017 Harrier Hybrid Premium (фейсліфт)
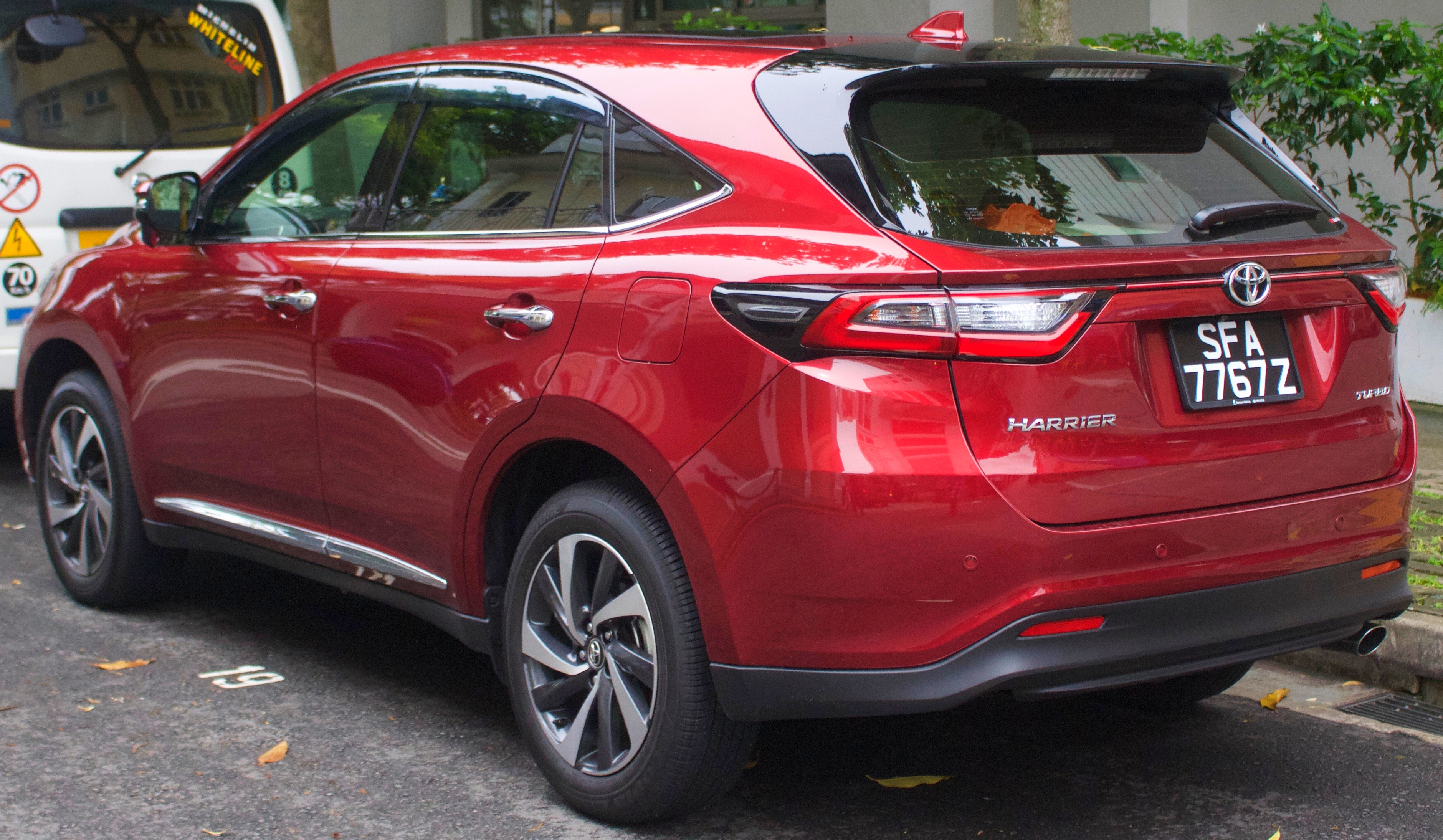
2017 Harrier Turbo (фейсліфт)
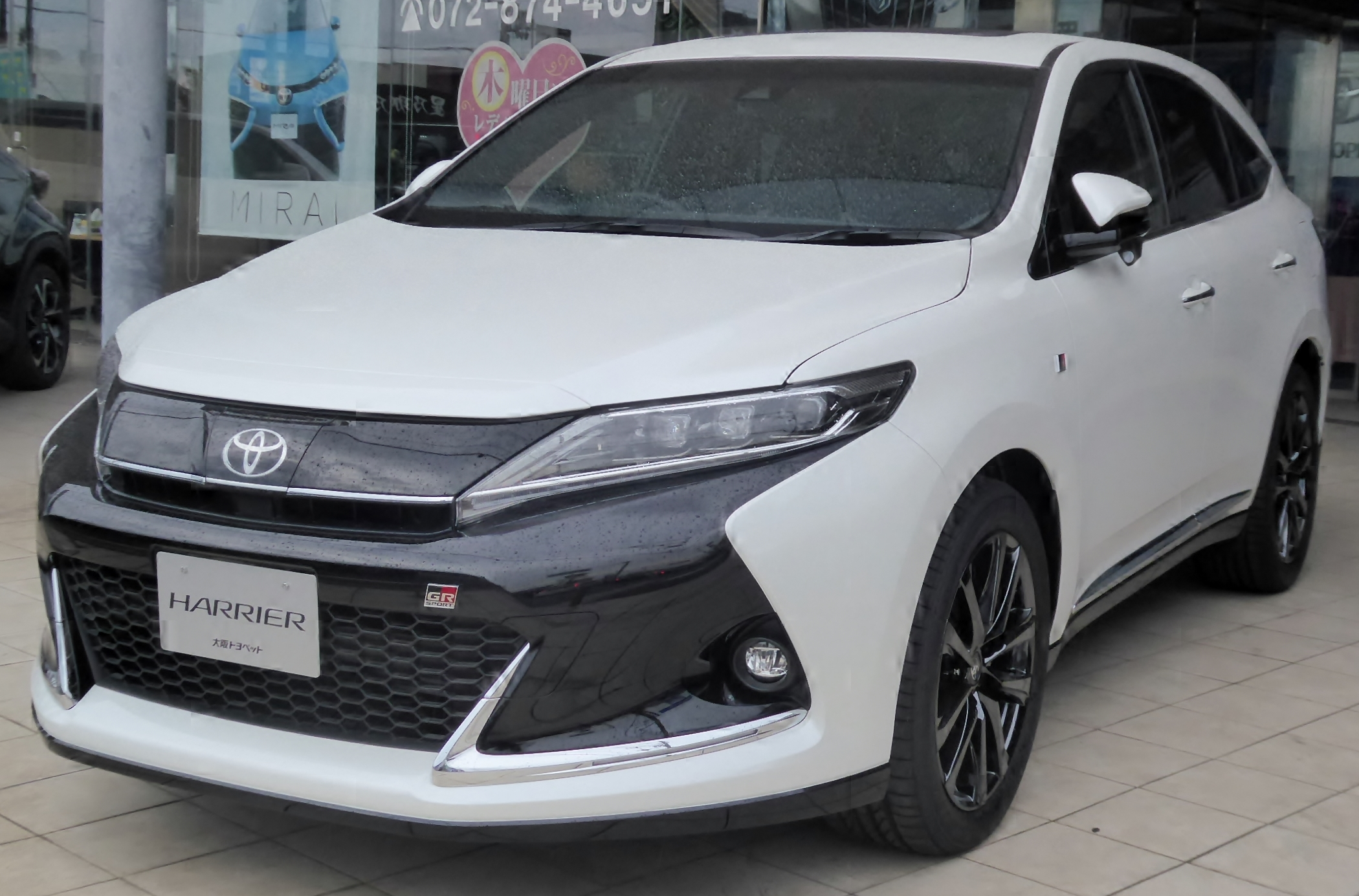
2018 Harrier Turbo Elegance GR Sport (ASU60W)
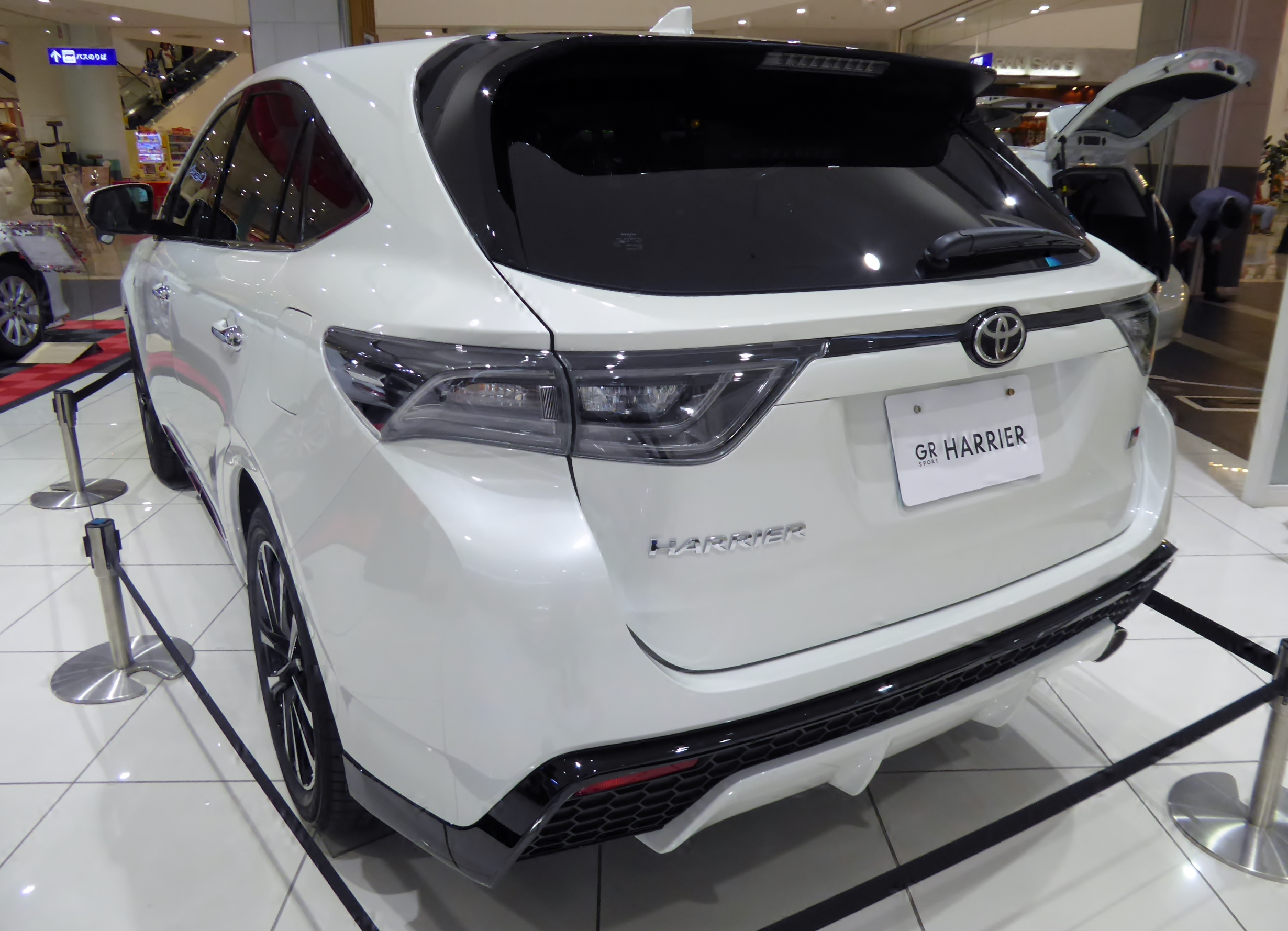
2017 Harrier Elegance GR Sport (ZSU60W)
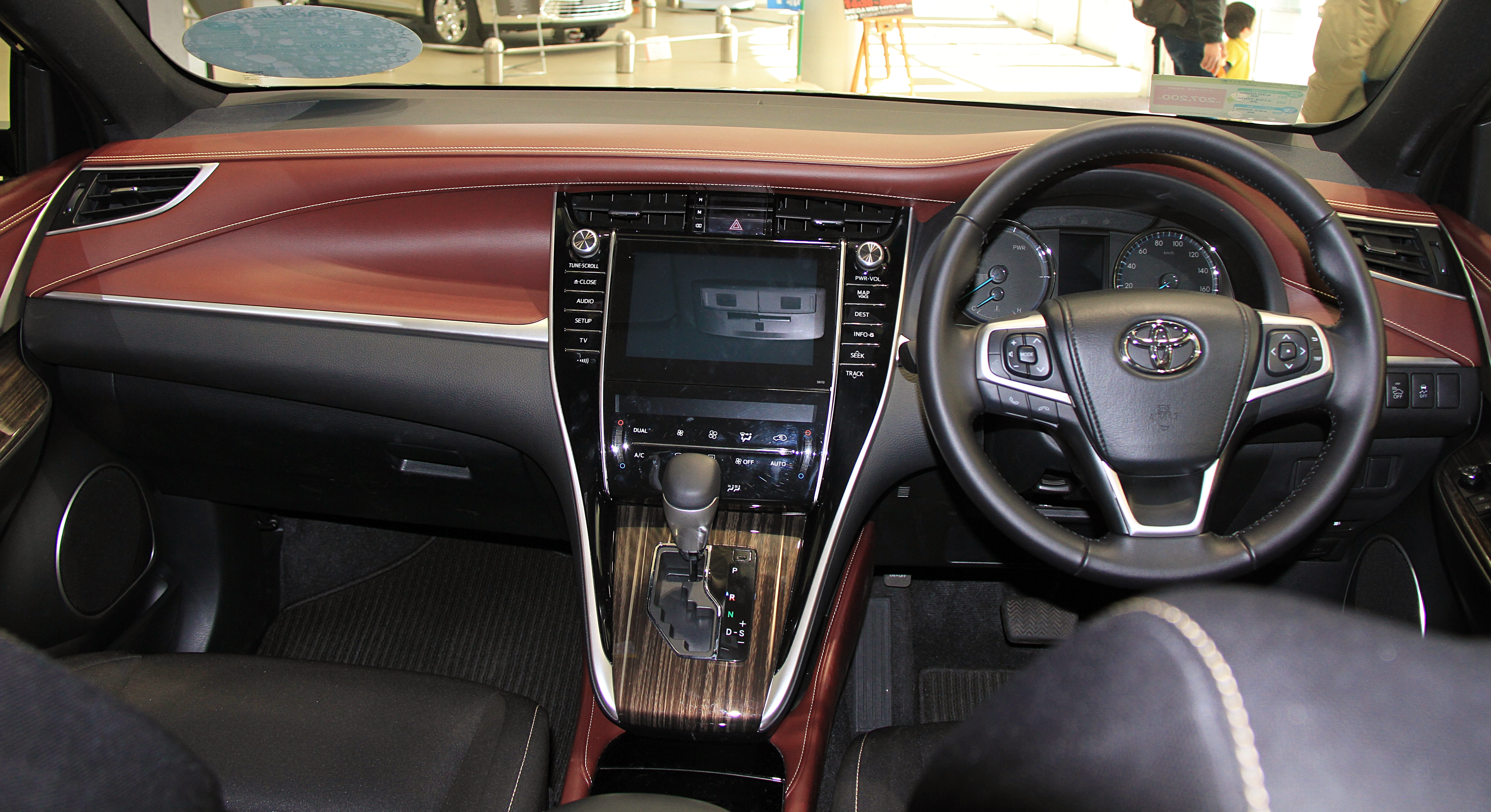
інтер'єр

## Четверте покоління (XU80; з 2020)

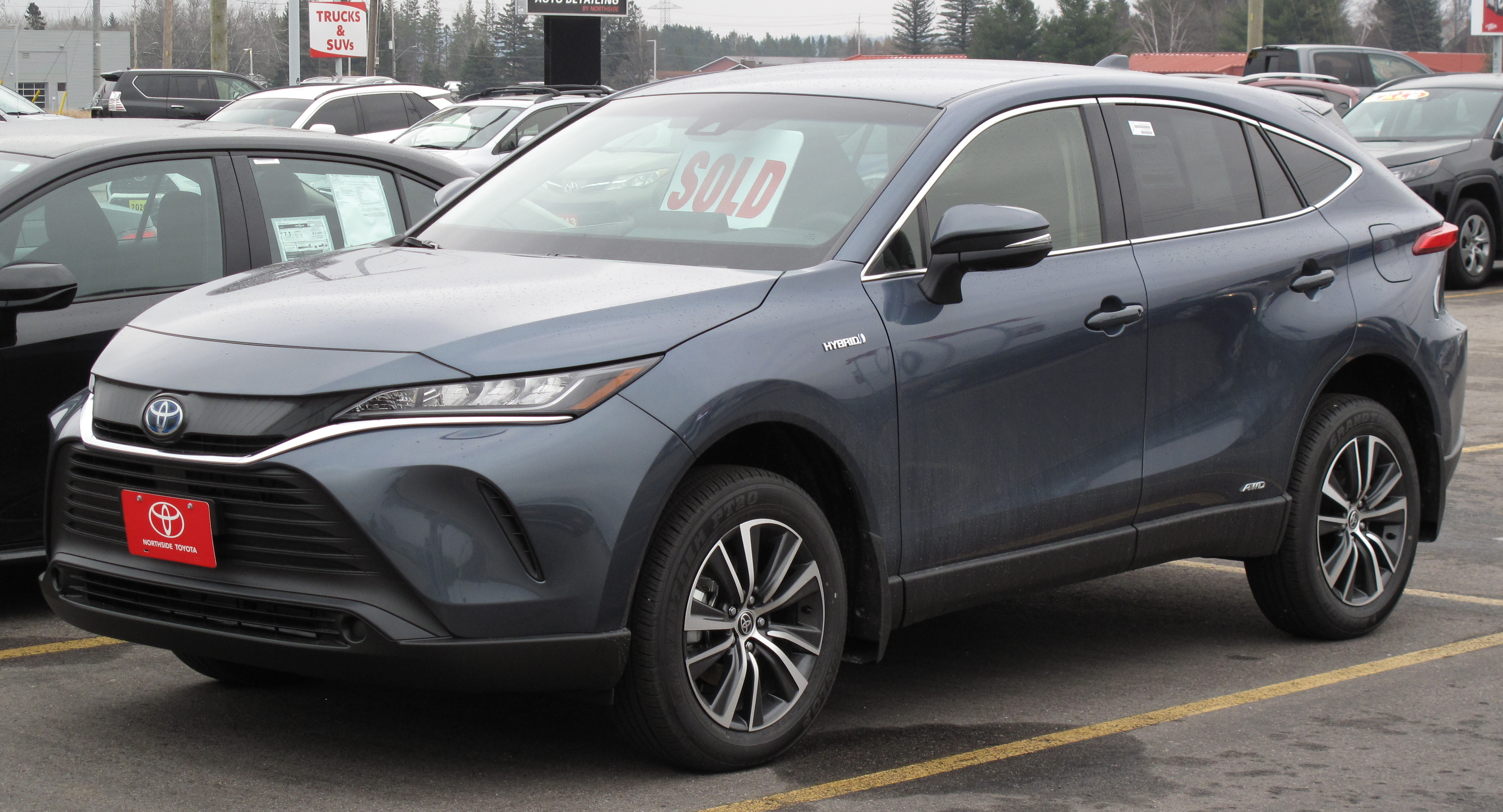
Toyota Harrier 4

Серія XU80 Harrier була анонсована 13 квітня 2020 року і надійшла в продаж 17 червня 2020 року. Він побудований на тій самій платформі GA-K, що й RAV4 серії XA50, але в схожій стилістиці з минулим поколінням. У порівнянні з попередньою моделлю, ширина і колісна база зросли на 20 мм (0,8 дюйм) і 30 мм (1,2 дюйм) відповідно, а висота була зменшена на 30 мм (1,2 дюйм). На відміну від попередньої моделі, опція двигуна з турбонаддувом недоступна в цьому поколінні. У Японії він доступний у рівнях S, G і Z. Шкіряний пакет також доступний на рівнях G та Z.
У вересні 2022 року в Японії була випущена плагін-гібридна версія в єдиному рівні Z-класу. Він має ту ж систему, що і RAV4 PHEV.
Для інших азійських ринках Harrier четвертого покоління був представлений 29 січня 2021 року в Сінгапурі. Він пропонується в комплектації Elegance зі звичайним бензиновим двигуном, а також в комплектаціях Premium і Luxury з гібридним двигуном. Він також був запущений у Малайзії 8 квітня 2021 року, пропонувався в одній комплектації Luxury у парі з 2,0-літровим двигуном M20A-FKS та варіатором (CVT). Він також доступний у Китаї під шильдиками Harrier та Venza.

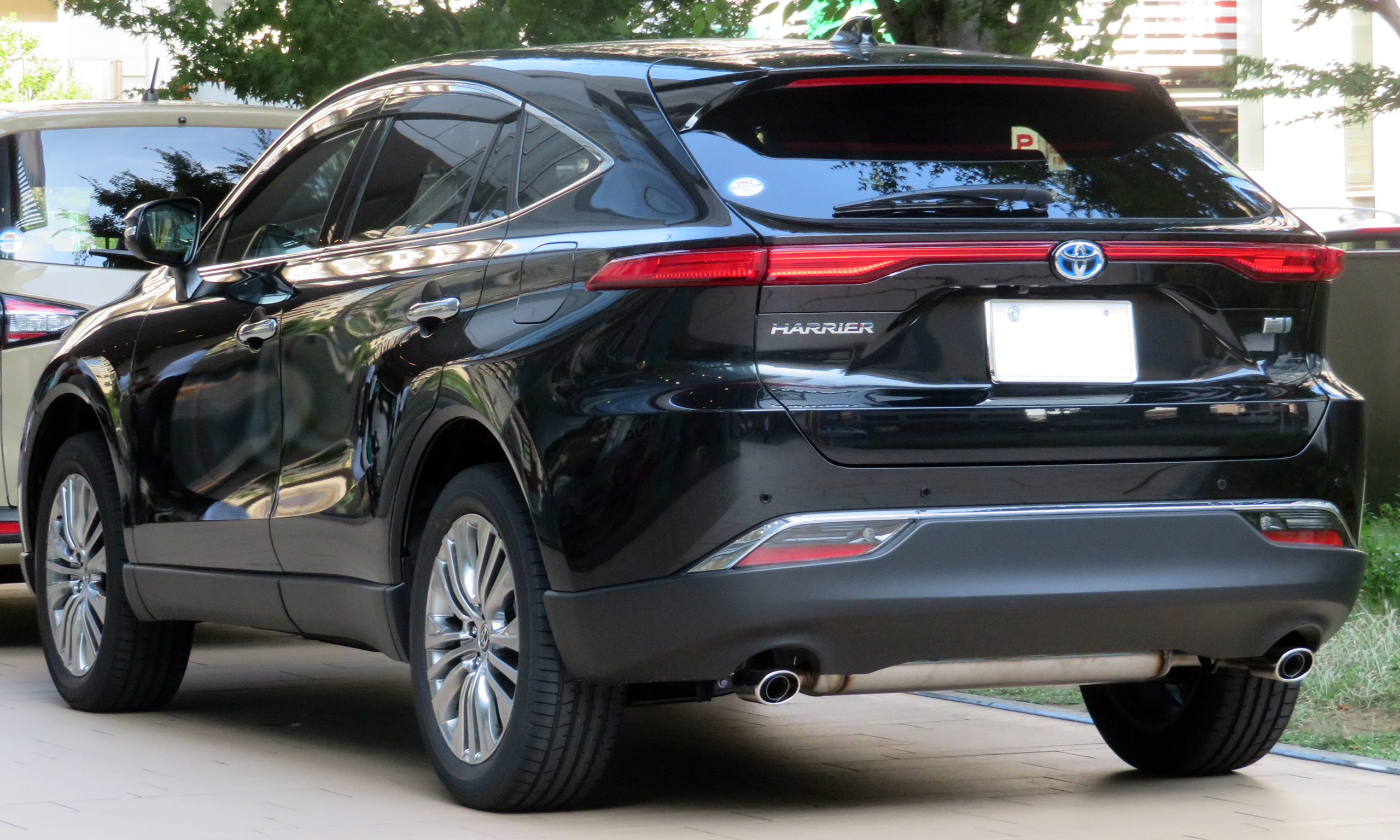
2020 Harrier Hybrid Z (AXUH80)
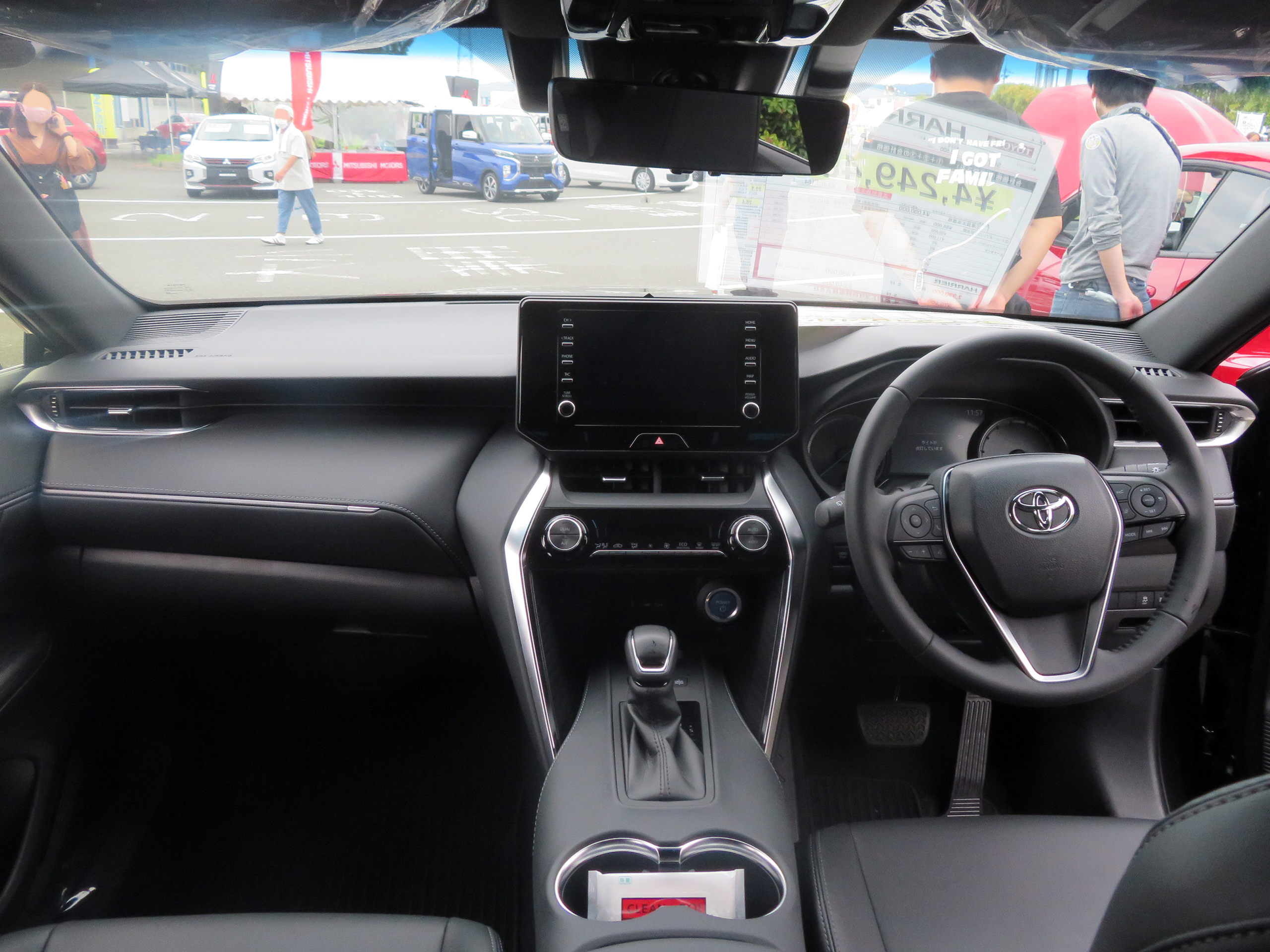
інтер'єр
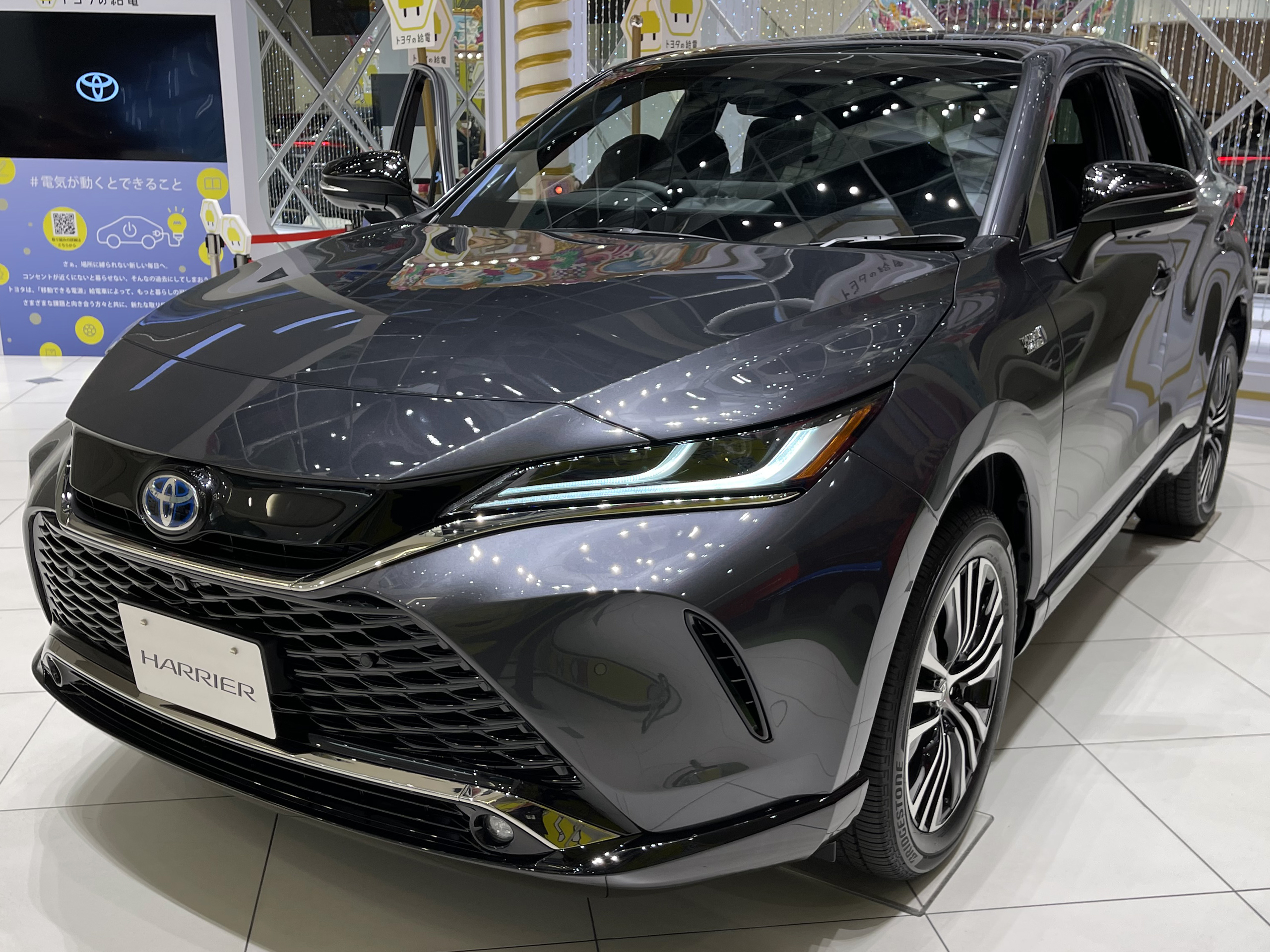
Toyota Harrier Plug-in Hybrid Z (AXUP85)
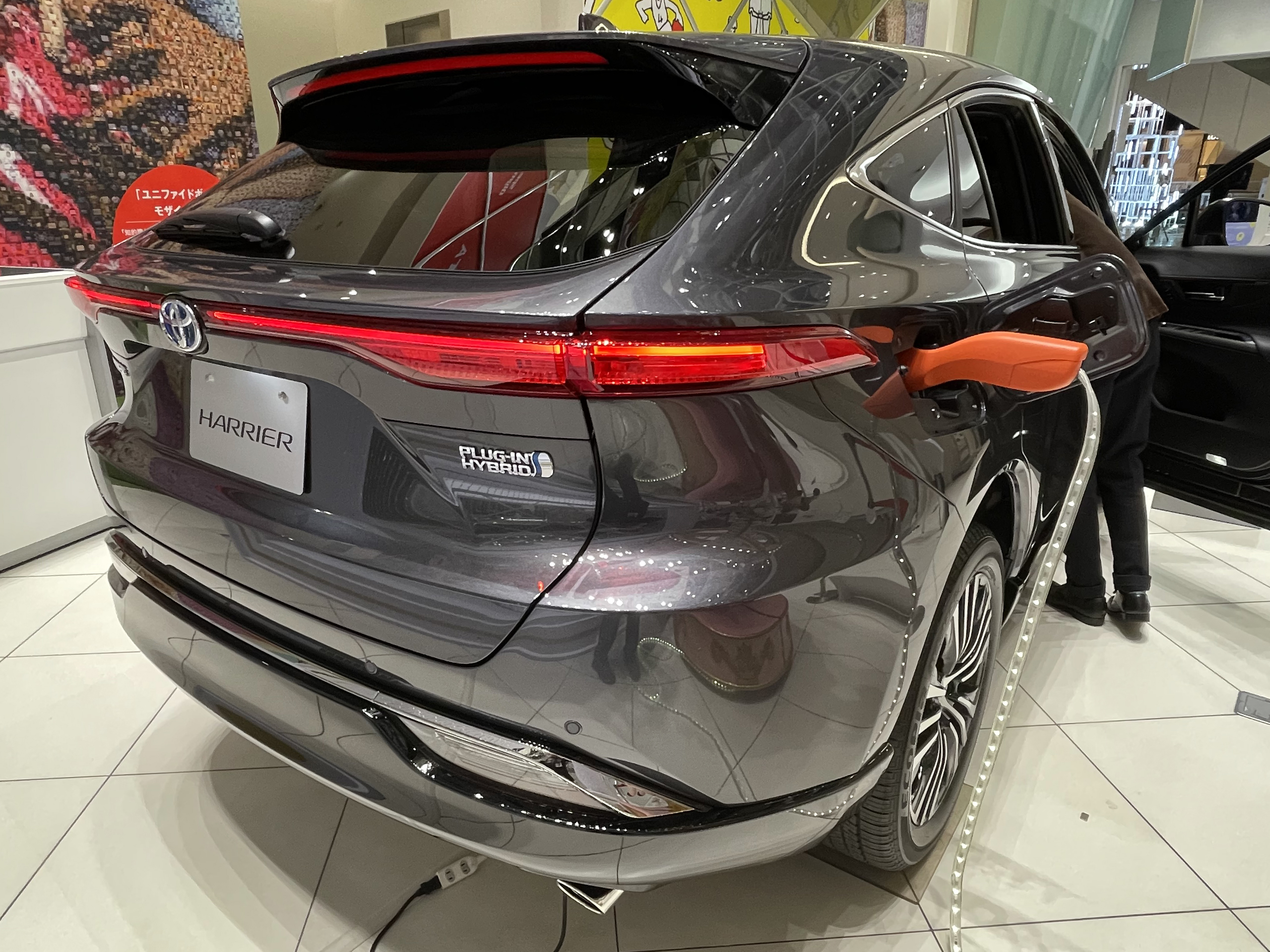
Toyota Harrier Plug-in Hybrid Z (AXUP85)

### Venza
Harrier був представлений у Північній Америці як друге покоління Venza 18 травня 2020 року. Venza для цього ринку доступна лише з повнопривідною гібридною силовою установкою. У продаж він надійшов у вересні 2020 року. На відміну від Harrier, у всіх комплектаціях відсутні протитуманні фари, встановлені на решітці радіатора. Друге покоління Venza для ринку Північної Америки виробляється разом з Harrier в Японії на заводі в Такаока, на відміну від моделі першого покоління, яка була побудована в Сполучених Штатах на заводі Toyota Motor Manufacturing в Кентуккі. Він пропонується в комплектаціях LE, XLE та Limited.
Venza також продається в Китаї компанією GAC Toyota і виробляється на заводі в Гуанчжоу. Передня панель відрізняється від Harrier, який також продається там від FAW Toyota, і випускається на заводі в Тяньцзіні, що робить Китай єдиною країною, яка пропонує моделі Venza і Harrier одночасно.

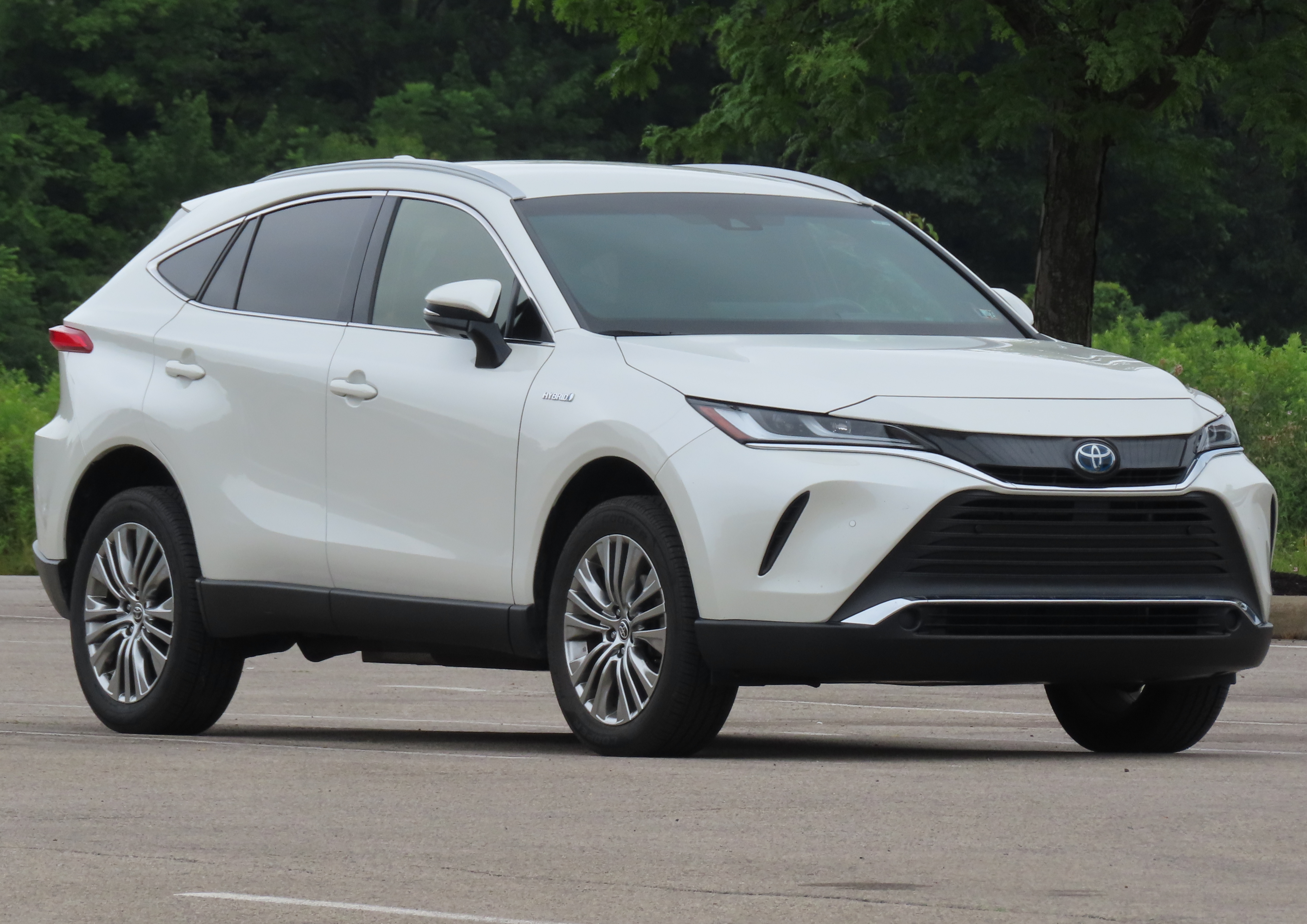
2021 Venza XLE (AXUH85)
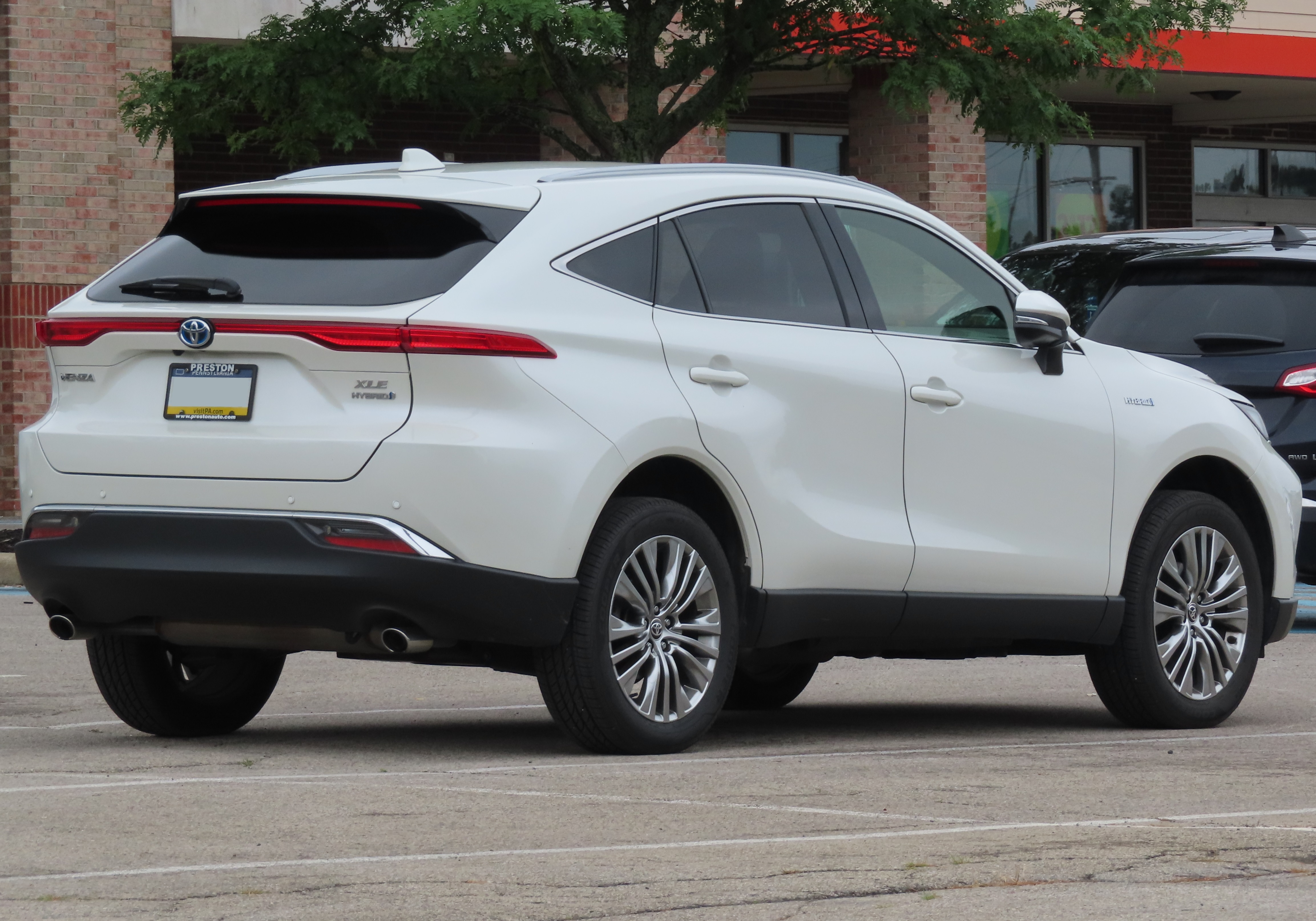
2021 Venza XLE (AXUH85)
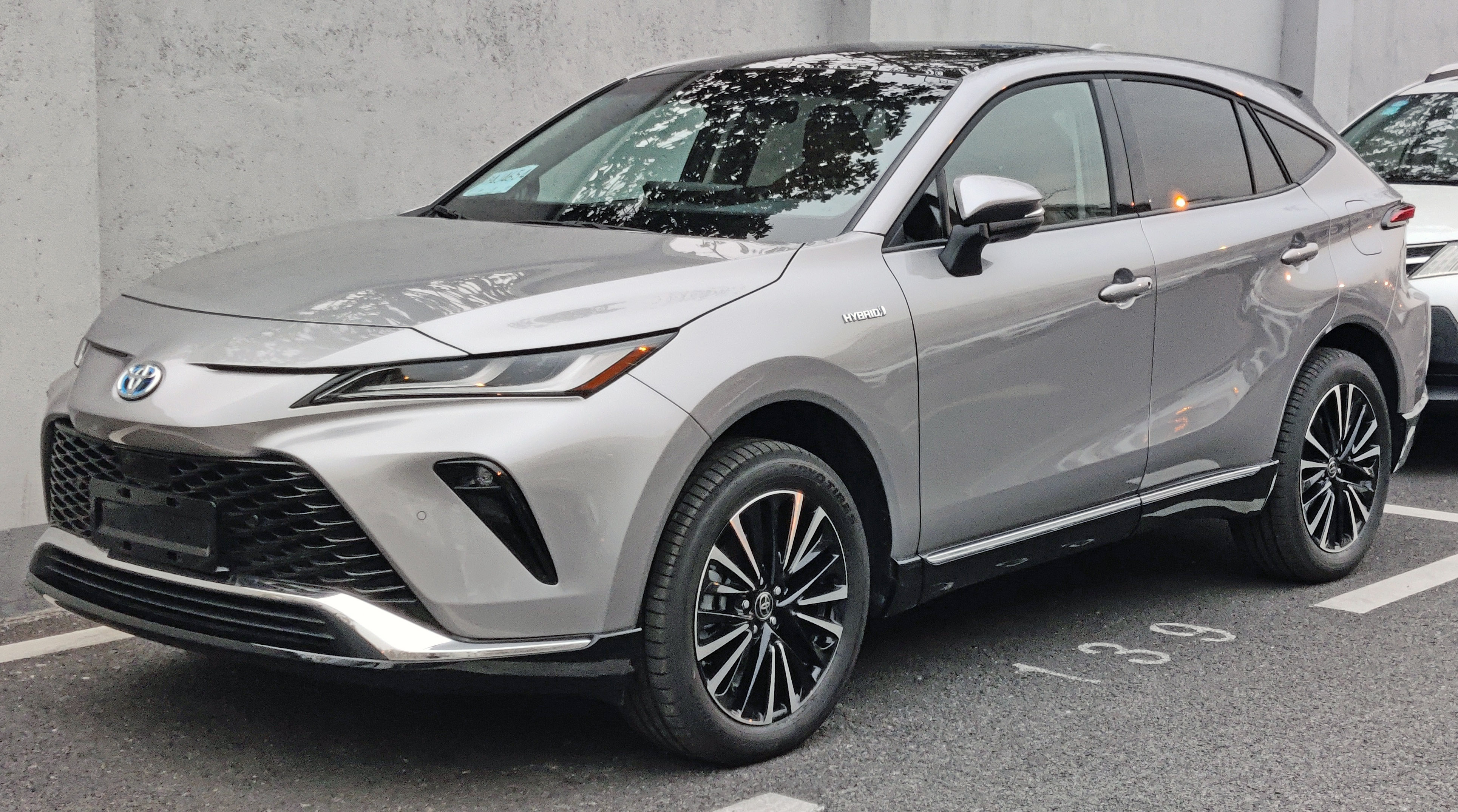
Venza китайского ринку

### Двигуни
- 2.0 L M20A-FKS I4 (тільки Harrier)
- 2.5 L A25A-FXS I4 (hybrid)

## Продажі
| рік  | Японія |
| ---- | ------ |
| 1998 | 49,954 |
| 1999 | 34,087 |
| 2000 |        |
| 2001 | 17,198 |
| 2002 | 9,520  |
| 2003 | 28,686 |
| 2004 | 26,222 |
| 2005 | 25,525 |
| 2006 | 28,040 |
| 2007 | 33,923 |
| 2008 | 26,920 |
| 2009 | 14,375 |
| 2010 | 11,239 |
| 2011 | 8,117  |
| 2012 | 5,790  |
| 2013 | 1,937  |
| 2014 | 64,920 |
| 2015 | 58,991 |
| 2016 | 41,403 |
| 2017 | 58,732 |
| 2018 | 44,952 |
| 2019 | 36,249 |
| 2020 | 66,067 |
| 2021 | 74,575 |